# 7.ª Flota (Japón)
La 7.ª Flota (第七艦隊, Dai-nana Kantai) fue una flota de la Armada Imperial Japonesa durante la Segunda Guerra Mundial, principalmente responsable del control del estrecho de Tsushima.

## Historia
La 7.ª Flota se formó el 15 de abril de 1945, durante las etapas finales de la Segunda Guerra Mundial. Era esencialmente una flota administrativa encargada de coordinar las defensas locales y el control de las rutas marítimas entre el norte de Kyūshū y el extremo occidental de Honshū y la península de Corea. Tenía su sede en Moji-ku, en Kitakyūshū. A la “flota” se le asignó un viejo minador, buques mercantes reconvertidos y un pequeño número de lanchas patrulleras antisubmarinas, por lo que su potencial de combate real era casi inexistente. Se disolvió al final de la Segunda Guerra Mundial.
El comandante de la 7.ª Flota ocupó simultáneamente el cargo de comandante en jefe de la 1.ª Flota de Escolta.

## Comandantes
| Rango         | Nombre        | Fecha                                           |
| ------------- | ------------- | ----------------------------------------------- |
| Vicealmirante | Fukuji Kishi  | 15 de abril de 1945 - 20 de agosto de 1945      |
| Vicealmirante | Sentarō Ōmori | 20 de agosto de 1945 - 15 de septiembre de 1945 |

| Rango           | Nombre          | Fecha                                          |
| --------------- | --------------- | ---------------------------------------------- |
| Contraalmirante | Mitsutaro Goto  | 10 de abril de 1945 - 10 de julio de 1945      |
| Contraalmirante | Kiyoma Fujiwara | 10 de julio de 1945 - 15 de septiembre de 1945 |